# Вита, Реми
Реми́ Вита (фр. Rémy Vita; 1 апреля 2001, Алансон) — французский и коморский футболист, левый защитник португальского клуба «Тондела» и сборной Комор.

## Карьера
Родился в Алансоне, Франция, в семье малагасийцев. Выступал за молодёжную команду местного клуба «Алансон». В 2016 году перешёл в академию «Труа». Выступал за вторую команду, затем был переведён в основной состав. 24 августа 2020 года дебютировал за клуб в матче против «Гавра».
В октябре 2020 года перешёл в фарм-клуб «Бавария II», сумма трансфера составила 1,50 млн €. 21 октября дебютировал в третьей лиге Германии по футболу против «Виктории (Кёльн)». 25 октября забил дебютный гол за команду. В начале января 2021 года пропустил две игры из-за проблем с мышечным волокнами. 10 апреля попал в заявку «Баварии» на матч против «Унион Берлин».
В сентябре 2021 года был арендован английским клубом «Барнсли» до конца сезона. Из-за травмы колена пропустил часть сезона, 25 января 2022 года дебютировал за клуб в матче против «Ноттингем Форест».
5 июля 2022 года стал игроком нидерландского клуба «Фортуна Ситтард». 27 августа дебютировал в матче Эредивизи против «Херенвена». 17 сентября в матче против «Эксельсиора» забил дебютный гол за команду.
24 июля 2024 года до конца сезона перешёл на правах аренды во французский «Амьен».
Летом 2025 года перешёл в португальский клуб «Тондела».